# 義大利共和國日

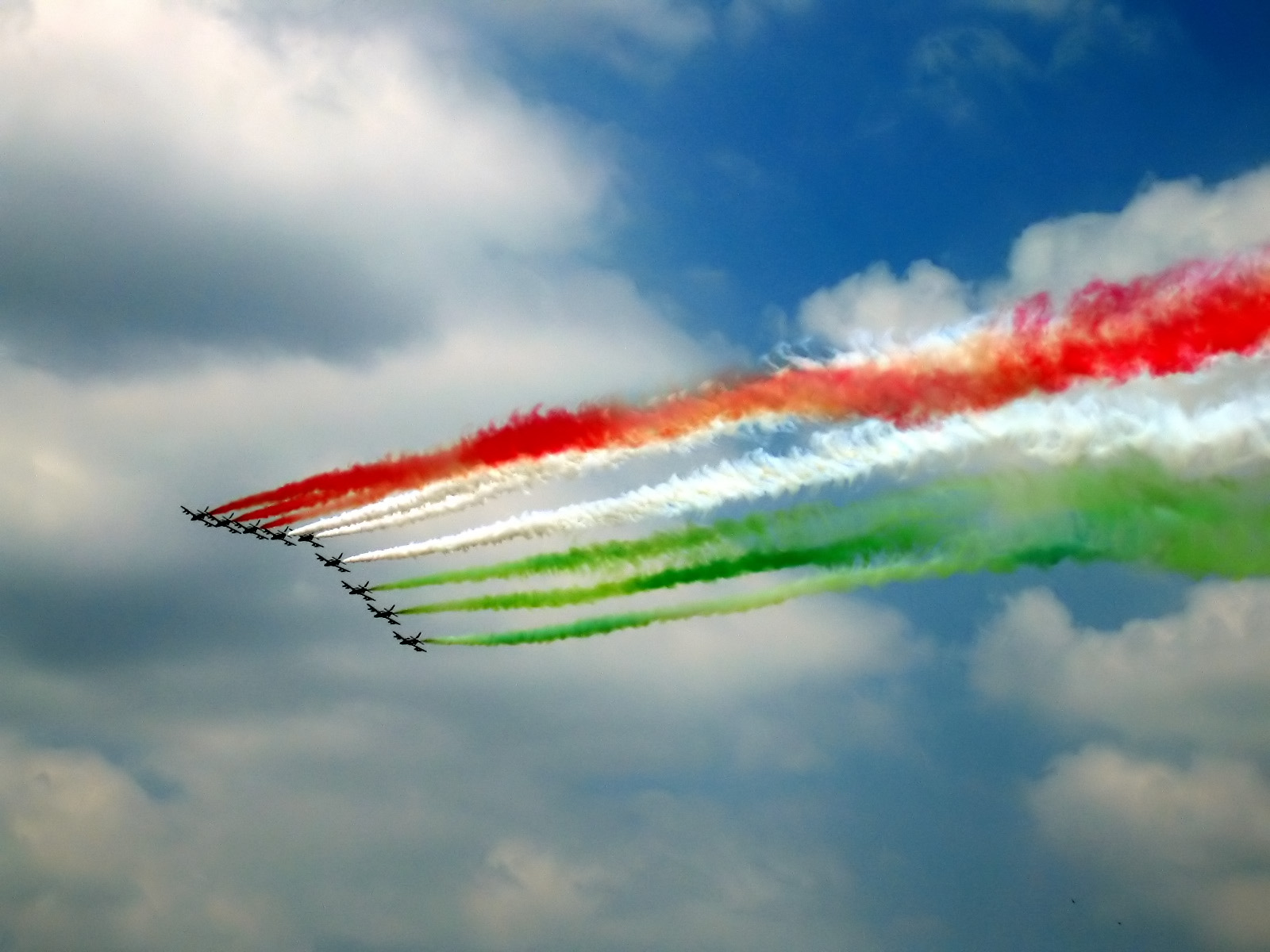
2005年共和國日的戰機表演，噴出的煙霧形成意大利國旗的三色直條

意大利共和國日 （義大利語：Festa della Repubblica）是意大利的國慶日，在每年的6月2日慶祝，以紀念意大利在1946年6月2日至3日以公民投票形式廢君主國體並建立共和國體。主要庆祝活动在罗马举行。

## 延伸阅读
- 1946年意大利政体公投